# عمليات انتحارية فلسطينية

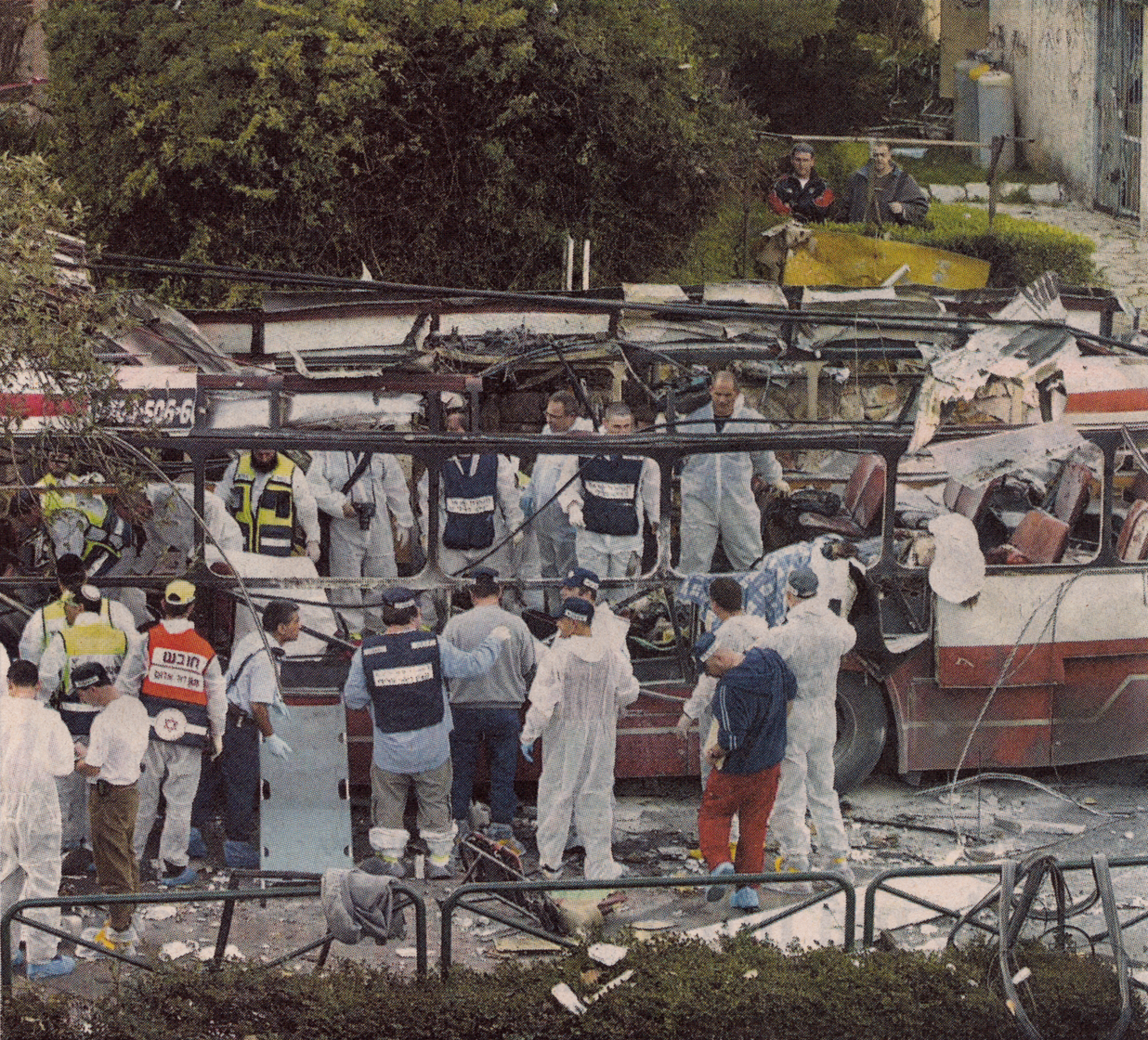
أدى تفجير الحافلة رقم 37 في حيفا في مارس 2003، والذي نفذته حماس ، إلى مقتل 17 راكبًا، العديد منهم من الأطفال والمراهقين والطلاب.

يشير مصطلح العمليات الانتحارية الفلسطينية إلى استخدام العمليات الإرهابية الانتحارية من قبل المنظمات الفلسطينية في إطار الصراع الإسرائيلي الفلسطيني التي تستهدف في الغالب المدنيين الإسرائيليين وبنسبة أقل تستهدف أهدافًا عسكرية.  وقد ظهر هذا التكتيك في تسعينيات القرن العشرين وبلغ ذروته خلال الانتفاضة الثانية (2000-2005)، حيث وقعت هجمات في مواقع مختلفة، بما في ذلك مراكز التسوق والحافلات العامة والنوادي الليلية والمطاعم،  مما أسفر عن مقتل المئات من الإسرائيليين.
تم تنفيذ غالبية العمليات الانتحارية الفلسطينية التي تستهدف الإسرائيليين من قبل المنظمات الفلسطينية المتطرفة،  التي غالبًا ما تقوم بتجنيد الانتحاريين من خارج صفوفها، بدلاً من الاعتماد على نشطائها.  وشهدت أوائل تسعينيات القرن العشرين تبني المنظمات الإسلامية، بما في ذلك حماس والجهاد الإسلامي الفلسطيني ، لهذه الاستراتيجية ردًا على اتفاقيات أوسلو ، التي رفعت من مكانة منظمة التحرير الفلسطينية وأبعدت هذه المنظمات عن الساحة.  تكثفت الهجمات الانتحارية ضد إسرائيل خلال الانتفاضة الثانية وحظيت بدعم فلسطيني واسع النطاق، مما أدى إلى تطوير إجلال ما يسمى بالاستشهاد .  وقد أدى هذا إلى تبنّيها من قبل منظمات أخرى مثل كتائب شهداء الأقصى والتنظيم من حركة فتح، والتي سعت إلى الاستفادة من هذا التكتيك لتعزيز مكانتها.  
يشار إلى عمليات التفجير الانتحارية في المجتمع الفلسطيني عادة باسم "العمليات الاستشهادية".  ويستخدم هذا المصطلح كل من المنظمات الإسلامية المتطرفة مثل حماس، وكذلك المنظمات الأكثر علمانية مثل كتائب شهداء الأقصى والجبهة الشعبية لتحرير فلسطين.  بالنسبة للعديد من الانتحاريين الفلسطينيين، فإن الاستشهاد يمثل تحقيقًا للواجبات الدينية بدفع التفسير الإسلامي للجهاد الذي يساوي بين الاستشهاد والالتزامات الدينية.  إن هذا المنظور، إلى جانب العداء تجاه اليهود والاستجابة للإذلال الوطني، يجعل الاستشهاد خيارًا مقنعًا.  كما أن الدافع وراء هذه العمليات هو الرغبة في الانتقام، والفخر الشخصي والشرف، ووعد المكافآت الروحية والمادية في الآخرة.  ينعكس الدعم العام للانتحاريين في أماكن عدة مثل الجنازات الجماعية، وتسمية الأماكن العامة باسم منفذي العمليات،  والترويج لعملهم من خلال وسائل التواصل الاجتماعي، والصحف، والتربية، وبرامج الأطفال في وسائل الإعلام، والمناهج التعليمية.
كان للعمليات التفجيرية الانتحارية في تسعينيات القرن العشرين والعقد الأول من القرن الحادي والعشرين تأثير غير متوقع وخطير على الجبهة الداخلية لإسرائيل،  مما أثّر بشكل عميق على المجتمع الإسرائيلي وعلى تصلّب مواقفه تجاه الفلسطينيين كشركاء سلام محتملين في حل الدولتين.  ساهمت هذه العمليات في دفع رئيس الوزراء الإسرائيلي أرييل شارون إلى اتخاذ قرار بناء جدار الفصل حول الضفة الغربية. 

## خلفية
منذ ثمانينات القرن العشرين، برزت العمليات الانتحارية كطريقة للهجوم في مختلف أنحاء العالم، بدءًا من الحوادث البارزة في لبنان.  وقع أول هجوم في الوقت المعاصر في السفارة العراقية في بيروت عام 1981 من قبل حزب الدعوة الإسلامية، أعقبته تفجيرات حزب الله لثكنات القوات الأمريكية في بيروت عام 1983.  وقد تم استخدام هذا التكتيك منذ ذلك الحين في دول مثل الهند وإندونيسيا وإيران والعراق وكينيا ولبنان وباكستان وروسيا والمملكة العربية السعودية وسريلانكا وتركيا والمملكة المتحدة والولايات المتحدة واليمن. وقد أثرت هجومات حزب الله بشكل خاص على المنظمات الفلسطينية مثل حماس والجهاد الإسلامي الفلسطيني، مما دفعهم إلى تبني هذه العمليات.

## المنظمات ذات العلاقة
إن الغالبية العظمى من التفجيرات الانتحارية التي تستهدف الإسرائيليين تم تنظيمها من قبل المنظمات الفلسطينية المتطرفة. تميل هذه المنظمات إلى تجنيد منفذي العمليات الإرهابية الانتحارية من خارج صفوفها بدلاً من الاعتماد على نشطائها. 

### حماس
كانت حماس، من خلال جناحها العسكري كتائب القسام،  مسؤولة عن العديد من الهجمات الانتحارية منذ عام 1993. لقد نفذت الحركة عددًا كبيرًا من الهجمات الانتحارية وتسببت في سقوط العديد من الضحايا الإسرائيليين مقارنة بأي جهة فلسطينية أخرى. 
وتقدم حماس مبررات عملية وعقائدية للتفجيرات الانتحارية. من الناحية العملية، فإنهم يشددون على الضرر والردع اللذين تسببهما هذه الهجمات للمجتمع الإسرائيلي. عقائديًا، يمجدون الشهادة باعتبارها ذروة الجهاد والعقيدة الإسلامية.  إن ميثاق حماس يحدد هدف الحركة، فيقول باسم حسن البنى مؤسس الإخوان المسلمين: "ستقوم إسرائيل وستظل قائمة إلى أن يبطلها الإسلام كما أبطل ما قبلها". بالإضافة إلى ذلك، تنص المادة السابعة من الميثاق على أن "لا تقوم الساعة حتى يقاتل المسلمون اليهود، فيقتلهم المسلمون حتى يختبئ اليهودي من وراء الحجر والشجر، فيقول الحجر أو الشجر يا مسلم يا عبد الله هذا يهودي خلفي فتعال فاقتله، إلا الغرقد فإنه من شجر اليهود".  وتدّعي الحركة أن التفجيرات الانتحارية تؤسس "توازن الرعب" ضد إسرائيل من خلال إلحاق خسائر بشرية كبيرة وضيق نفسي بالإسرائيليين، إزاء القيود العسكرية التي تعاني منها الحركة. بالإضافة إلى ذلك، تصف حماس هذه الهجمات بأنها شهادة على "العبقرية الإبداعية الفلسطينية"، والتي تظهر مهارتهم الاستراتيجية في الصراع المستمر. 
وقع أول هجوم كبير لحماس في 13 أبريل 1994، في تفجير انتحاري في محطة حافلات الخضيرة ، مما أسفر عن مقتل خمسة أشخاص.  وشهد عام 1996 تصعيداً كبيراً في حملة التفجيرات الانتحارية التي شنتها حماس بعد اغتيال صانع القنابل يحيى عياش . وقد أدى هذا إلى زيادة في الهجمات حتى أواخر عام 1997.  خلال الفترة الأولى من الانتفاضة الثانية (سبتمبر 2000 إلى يونيو 2002)، كانت حماس مسؤولة عن حوالي 43 بالمائة من جميع الهجمات الانتحارية ضد الإسرائيليين، مما أسفر عن مقتل 161 وإصابة أكثر من 1100.  يكتب الباحث الإسرائيلي بوعز جانور أنه في الفترة من عام 2000 إلى عام 2005، قامت حماس بتدبير 92 من إجمالي 155 هجومًا.  ويشير الباحث الإسرائيلي أساف مقدم إلى أن حماس أظهرت مستوى عالياً من الفتك والفعالية في هجماتها، حيث تسببت في كثير من الأحيان في سقوط عدد أكبر من الضحايا مقارنة بالمنظمات الفلسطينية الأخرى. 

### الجهاد الإسلامي الفلسطيني
تأثرت أيديولوجية حركة الجهاد الإسلامي بالمفكر الإسلامي المصري سيد قطب.  وادعى فتحي الشقاقي، أحد مؤسسي حركة الجهاد الإسلامي، أن الجهاد فرض عين.  وصرح رمضان شلح، زعيم حركة الجهاد الإسلامي السابق، أن الحركة تعتمد على ما سماه بالاستشهاد، قائلاً: "الكفاح المسلح الذي ينقل المعركة إلى قلب العدو، وخصوصاً بالعمل الاستشهادي في تل أبيب والقدس وغيرهما من المدن الكبرى، يمكن أن يحقق نوعاً من توازن الرعب مع العدو، بل سيشجع الهجرة المعاكسة ويحد من حركة السياحة بما يضعف اقتصاده".
كانت حركة الجهاد الإسلامي وراء الهجوم الانتحاري على الحافلة 405 في عام 1989، والذي أسفر عن مقتل 16 مدنياً ويعتبره البعض أول هجوم انتحاري فلسطيني في إسرائيل.  وقد وقع أول هجوم ملحوظ للمنظمة في 11 نوفمبر/تشرين الثاني عام 1994، عندما استخدم أحد أعضاء حركة الجهاد الإسلامي دراجة نارية مفخخة لقتل ثلاثة إسرائيليين. في 22 يناير/كانون الثاني عام 1995، نفذت حركة الجهاد الإسلامي واحدة من أعنف الهجمات في تاريخ إسرائيل بتفجير مزدوج عند مفترق بيت ليد ، مما أسفر عن مقتل 19 شخصاً. خلال الفترة الأولى من الانتفاضة الثانية (سبتمبر 2000 إلى يونيو 2002)، كانت حركة الجهاد الإسلامي مسؤولة عن حوالي 20 بالمائة من جميع الهجمات الانتحارية الناجحة، مما أسفر عن مقتل 28 إسرائيلياً على الأقل وإصابة 213 آخرين. وقد زاد عدد الهجمات التي نفذتها حركة الجهاد الإسلامي بمرور الوقت، وبلغت ذروتها مع تفجير حافلة في مفترق مجيدو في يونيو/حزيران عام 2002، والذي أسفر عن مقتل 17 إسرائيلياً. 

### فتح والتنظيم وشهداء الأقصى
خلال الانتفاضة الثانية، كانت حركة فتح ، الفصيل الرئيسي لمنظمة التحرير الفلسطينية بقيادة ياسر عرفات آنذاك، لاعباً رئيسياً في استخدام عمليات الانتحار. خلال الفترة الأولى من الانتفاضة الثانية (سبتمبر/أيلول 2000 إلى يونيو/حزيران 2002)، كانت فتح مسؤولة عن ما يقرب من ثلث جميع الهجمات الانتحارية، وأصبحت المنظمة الأكثر نشاطاً من حيث عدد الهجمات على الإسرائيليين. وتضمنت استراتيجية الحركة الاستفادة من التنظيم وكتائب شهداء الأقصى لتوفير بديل علماني للمنظمات الإسلامية مثل حماس والجهاد الإسلامي الفلسطيني. 
وقد شارك التنظيم، الجناح المسلح لحركة فتح، في أعمال عنف كبيرة، وخاصة في أعقاب زيارة أرييل شارون إلى الحرم الشريف في 28 من أيلول/سبتمبر عام 2000. وقع أول هجوم انتحاري كبير للتنظيم في 17 كانون الثاني/يناير 2002، في الخضيرة، مما أسفر عن مقتل ستة أشخاص وإصابة 33 آخرين في احتفال عائلي.
كتائب شهداء الأقصى، وهي فصيل داخل حركة فتح تشكل بعد سبتمبر/أيلول 2000، ظهرت خلال الانتفاضة الثانية كمجموعة رائدة في تنفيذ الهجمات الانتحارية. وفي الأشهر الأولى من عام 2002، كانت هذه المجموعة مسؤولة عن أكثر من نصف الهجمات الانتحارية، مما دفع وزارة الخارجية الأميركية إلى تصنيفها كمنظمة إرهابية أجنبية في مارس/آذار 2002. ترتبط كتائب شهداء الأقصى ارتباطًا وثيقًا بحركة فتح، حيث أن العديد من أعضائها هم أيضًا جزء من قوات الأمن التابعة للسلطة الفلسطينية. 

### الجبهة الشعبية لتحرير فلسطين
نفذت الجبهة الشعبية لتحرير فلسطين ، وهي فصيل ماركسي لينيني علماني نشأ في منظمة التحرير الفلسطينية، عددًا محدودًا من الهجمات الانتحارية خلال الانتفاضة الثانية.  تحت قيادة جورج حبش، أدى رفض الجبهة الشعبية لتحرير فلسطين للهجمات الانتحارية إلى تراجع الدعم لها. ومع ذلك، بعد التحول إلى العمليات الانتحارية وتبني الخطاب الجهادي في عام 2001، ارتفعت مستويات دعم الجبهة بسرعة.  تحت قيادة أحمد سعدات ، كانت الجبهة الشعبية لتحرير فلسطين مسؤولة عن العديد من الحوادث البارزة، بما في ذلك اغتيال وزير السياحة الإسرائيلي رحبعام زئيفي . في 16 فبراير/شباط 2002، نفذت الجبهة الشعبية لتحرير فلسطين عملية انتحارية في مركز تجاري في كارني شمرون ، مما أسفر عن مقتل إسرائيليين اثنين وإصابة 29 آخرين. وبعد ثلاثة أسابيع تقريبًا، نفذت الجبهة الشعبية لتحرير فلسطين هجومًا انتحاريًا آخر في مستوطنة أرييل، مما أدى إلى إصابة 15 شخصًا. 

## الدوافع لدى الأفراد
غالبًا ما يكون الدافع وراء العمليات الانتحارية لدى الفرد الفلسطيني مزيجًا من المعتقدات الدينية والمشاعر القومية والحوافز الشخصية.    قد تنبع الدوافع الفردية للتحول إلى انتحاري من عوامل مختلفة، بما في ذلك الرغبة في تحقيق المكافآت المتوقعة في الآخرة، أو دافع الانتقام لموت أو إصابة أحد من أحبائه، أو الرد على الإذلال الحقيقي أو المتصور المرتبط بالاحتلال الإسرائيلي. إن تورط المنظمات العلمانية مثل فتح في تنظيم الهجمات الانتحارية يشير إلى أن التمسك بالدين ليس العامل الوحيد في العمليات الانتحارية. 

### الدوافع الدينية
تعتبر الدوافع الدينية ذات أهمية كبيرة بين منفذي العمليات الانتحارية من الفلسطينيين. ويمكن التأكد من ذلك فيما يتعلق بممارسات التجنيد التي تتبعها منظمات مثل حماس والجهاد الإسلامي الفلسطيني، تسعى إلى استقطاب الأفراد المتدينين بشدة. إن الدافع الديني الذي يدفع بعض الفلسطينيين إلى القيام بمهام انتحارية هو التفسير الإسلامي للجهاد والاستشهاد. وتؤكد كل من حماس والجهاد الإسلامي أن الجهاد في فلسطين هو فرض عين، أي واجب شخصي، وليس فرض كفاية، أي التزام جماعي. وترى حماس، على وجه الخصوص، أن الاستشهاد يشكل جزءًا أساسيًا من الهوية الفلسطينية والتعبئة، وتصوره باعتباره الفعل النهائي للجهاد والإخلاص للإسلام. 
علاوة على ذلك، غالباً ما تنظر المنظمات الإسلامية إلى إسرائيل والغرب باعتبارهما تهديدين كبيرين للقيم الإسلامية، وتؤطر العنف، بما في ذلك التفجيرات الانتحارية، باعتباره جهاداً دفاعياً ضدهما. وقد تصاعد هذا الخطاب إلى دعوات للعنف ضد الأشخاص اليهود على نطاق أوسع. وخلال الانتفاضة الثانية، جسد خطاب الشيخ إبراهيم ماضي هذه الرؤية المتطرفة. ففي خطبة ألقاها في آب/أغسطس عام 2001 في مسجد الشيخ عجلين في غزة، أعلن ماضي أن القرآن الكريم يصف اليهود بأنهم "أعظم أعداء الأمة الإسلامية"، مؤكداً أن "لا شيء سيردعهم إلا أن نفجر أنفسنا طواعية بينهم". 
منذ أوائل تسعينيات القرن العشرين، وخاصة مع بداية الانتفاضة الثانية، أصبح الاستشهاد مُمجداً بشكل متزايد بين الفلسطينيين، باعتباره من قيم الإسلام وتم تضخيمه من قبل القادة الإسلاميين المعاصرين. ونتيجة لهذا الاتجاه ازداد استعداد الفلسطينيين للقيام بـعمليات تفجيرية انتحارية ضد الإسرائيليين، باعتبارها أعمالاً استشهادية.  إن الدافع إلى الاستشهاد يتغذى أيضًا من التصوير التقليدي الإسلامي للغربيين، بمن في ذلك الإسرائيليون، على أنهم فاسدون أخلاقيًا وجبناء بسبب إحجامهم المفترض عن التضحية بحياتهم.  في عام 2001، وأثناء الانتفاضة الثانية، صرح مفتي القدس عكرمة سعيد صبري قائلاً: "المسلم يحتضن الموت. [...] انظر إلى مجتمع الإسرائيليين. إنه مجتمع أناني يحب الحياة. [...] سيترك اليهود هذه الأرض بدلاً من الموت، لكن المسلم سعيد بالموت". هذه النظرة تدفع الشخصيات الإسلامية إلى السعي لإثبات شجاعتهم من خلال مواجهة الموت طوعًا، ومقارنة شجاعتهم المزعومة بالجبن المزعوم لأعدائهم.  وقد كرر زعيم حماس إسماعيل هنية هذا الشعور في مارس/آذار 2002، عندما نُقل عنه قوله إن "اليهود يحبون الحياة أكثر من أي شعب آخر، وهم يفضلون عدم الموت". 

### الدوافع الوطنية
إن العديد من الانتحاريين الفلسطينيين مدفوعون بالمشاعر الوطنية، فينضمون إلى منظمات مثل حماس، والجهاد الإسلامي الفلسطيني، وحركة فتح، لمحاربة الظلم المتصور والدفاع عن أرضهم ضد ما يرونه اعتداءًا من قبل ما يسمى بالكيان الصهيوني.  إن هذا الشعور بالظلم المرتبط بالنكبة عام 1948 والاحتلال الإسرائيلي عام 1967، يدفعهم إلى الاستعداد للتضحية بحياتهم من أجل قضيتهم. إن أهمية الأرض والوطن في الثقافة الفلسطينية، إلى جانب الشعور بالإذلال والإحباط، تغذي تصميمهم.  يضاف إلى ذلك مفهوم "الجهاد الوطني"، الذي يهدف إلى تعزيز الهوية الفلسطينية والاعتزاز بها من خلال ما يسمى بالمقاومة. تعتبر التفجيرات الانتحارية تكتيكًا فعالًا في الحرب غير المتكافئة، وهي تخطط لإثارة الخوف في المجتمع الإسرائيلي وإظهار العزيمة الفلسطينية. 
ويدعي المتحدثون باسم حماس أن التفجيرات الانتحارية أثارت خوفًا كبيرًا لدى "المحتلين الصهاينة".  راودتهم فكرة أن الحياة في إسرائيل أصبحت بفعل هذه الهجمات أشبه بـالجحيم وأن هذه الهجمات تقوض الهدف الصهيوني المتمثل في توفير ملاذ آمن لليهود، وتؤدي إلى الشكوك حول مستقبل إسرائيل فضلاً عن هجرة اليهود من إسرائيل.  وقد صرح العالم الإسلامي المعروف يوسف القرضاوي بأن الفلسطيني الذي يفجر نفسه هو شخص يدافع عن وطنه. وعندما يهاجم عدوًا محتلًا، فإنه يهاجم هدفًا مشروعًا. 

### الدوافع الشخصية
إن أحد الدوافع المهمة للانتحاريين هو المكانة الاجتماعية الرفيعة التي يحققونها لهم ولعائلتهم بعد مقتلهم. ففي المجتمع الفلسطيني، يُنظر إلى الشهادة باعتبارها أعلى أشكال الشرف، حيث يتم إحياء ذكرى الشهداء بالملصقات والمنشورات والتجمعات الكبيرة. 
هناك دافع آخر للانتحاريين وهو الوعد بالمكافآت في الآخرة، كما هو موضح في التعاليم الإسلامية، بما في ذلك الأحاديث المختلفة.     تشمل هذه المكافآت غفران الخطايا، والحماية من الجحيم، وتاج المجد، والزواج من اثنتين وسبعين عذراء (" الحور العين ")، والقدرة على تمديد هذه الامتيازات إلى سبعين من الأقارب.   تخلق هذه الوعود حافزًا قويًا لدى الأفراد للقيام بالاستشهاد، واعتباره وسيلة لتبادل ممتلكاتهم الأرضية المحدودة مقابل المكافآت الفاخرة الموعودة في الجنة.  وتشير تصريحات المرشحين للاستشهاد أمام الكاميرات إلى أنهم مقتنعون بهذه المكافآت الموعودة، الأمر الذي يؤثر بشكل كبير على استعدادهم للشهادة.  وقد اتخذ بعض الانتحاريين خطوات، مثل لف ورق التواليت حول أعضائهم التناسلية، للحفاظ على قدرتهم على الاستمتاع بهذه المكافآت.  وقد صورت وسائل الإعلام الفلسطينية الاستشهاد في إطار الزواج من العذارى، مما عزز هذه التوقعات. 
وهناك دافع مهم آخر للقيام بالعمليات الاستشهادية، ألا وهو الدعم المالي والاجتماعي الذي يحصلون عليه لأسرهم بعد الهجوم. ففي كثير من الأحيان تتلقى عائلات الانتحاريين مبالغ نقدية كبيرة، تتراوح بين 1000 دولار وعدة آلاف من الدولارات، من منظمات مثل حماس أو الجهاد الإسلامي الفلسطيني، وفي بعض الأحيان من مؤيدين خارجيين.  ففي عام 2002، على سبيل المثال، ورد أن الرئيس العراقي صدام حسين عرض ما يصل إلى 25 ألف دولار على أسر الانتحاريين الفلسطينيين. ويؤدي هذا الدعم المالي، إلى جانب المكانة الاجتماعية الرفيعة التي تحظى بها الأسرة بسبب استشهاد أحد أفرادها، إلى تحسينات كبيرة في ظروف معيشتها ومكانتها العامة. ومع ذلك، ورغم أن الصعوبات الاقتصادية قد تدفع بعض الفلسطينيين إلى السعي إلى الاستشهاد، فإنها وحدها لا تفسر هذه الظاهرة بالكامل. لقد كان الحرمان الاقتصادي مشكلة قائمة منذ فترة طويلة، ويأتي بعض الانتحاريين من عائلات ثرية نسبيًا.  ووجد الباحث كلود بيريبي من مؤسسة راند أن حوالي 60% من الانتحاريين الذين جندتاهم حماس والجهاد الإسلامي حصلوا على تعليم يتجاوز المرحلة الثانوية، في حين أن أقل من 15% من عامة السكان الذكور البالغين الفلسطينيين حصلوا على هذا التعليم.
إن الدافع الرئيسي الآخر للمفجرين الانتحاريين هو الرغبة في الانتقام. في منطقة تتأثر بالصراع بشكل بالغ، تدفع الخسائر الشخصية العديد من الفلسطينيين إلى الانتقام لمقتل أو إصابة الأصدقاء المقربين أو أفراد الأسرة. الانتقام هو حافز قوي، وكثيرا ما يتم التعبير عنه خلال مواكب الجنازة وينعكس في الشهادات الشخصية للمفجرين الذين تم القبض عليهم حيث اعترفوا بأن الانتقام لأحبائهم كان السبب الرئيسي لأفعالهم.  وتشير المقابلات التي أجرياها بريم وأراج مع أسر وأصدقاء الانتحاريين الفلسطينيين إلى أن أولئك الأفراد لم يكونوا يعانون من مصاعب نفسية بالمقارنة مع غيرهم.  

## التجنيد والتدريب والتخطيط

### تجنيد
إن عملية التجنيد للمهام الانتحارية من قبل المنظمات الفلسطينية تنطوي عموماً على عملية انتقائية حيث يتم اختيار المرشحين على أساس التزامهم الديني وولائهم وقدرتهم على الحفاظ على السرية. تفضل المنظمات الفلسطينية التعرف على الأفراد الذين أظهروا بالفعل التزامًا أيديولوجيًا قويًا والتواصل معهم. في كثير من الأحيان، يستهدف المجندون الطلاب والشباب في المساجد والجامعات والأنشطة الاجتماعية وفي السجون الإسرائيلية. يتم فحص المرشحين من حيث قدرتهم على التعامل مع الضغوط النفسية، وخلفياتهم الشخصية والعائلية، وسجلاتهم الجنائية. 

### تمرين
ويستمر تدريب الانتحاريين عادة من عدة أسابيع إلى أشهر، ويهدف إلى إعداد المرشحين عمليا وعقليا وروحيا. يبدأ البرنامج بتلقين صارم يتضمن فصولاً حول تعاليم قرآنية وحديثية محددة حول الشهادة والآخرة ، فضلاً عن الدعاية المعادية لإسرائيل . ويخضع المرشحون أيضًا للتدريب الروحي من خلال الصيام والصلاة المكثفة والسعي إلى المغفرة للخطايا سابقًا. وتشمل العملية أيضًا التحضير النفسي. ويتضمن التدريب العملي التعامل مع أجهزة التفجير.

### تخطيط
ويتم التخطيط للهجمات الانتحارية بسرية تامة. وتتضمن العملية جمع المعلومات الاستخباراتية، وشراء الأسلحة ــ التي يتم تهريبها في كثير من الأحيان من مصر أو إيران ــ وتنظيم العمليات اللوجستية. يتم تقسيم التخطيط إلى أدوار محددة: تحدد القيادة التنظيمية الأهداف الاستراتيجية، ويدير القائمون على إنجاز العملية اختيار وإعداد المرشحين، ويتولى المساعدون الحصول على المواد والدعم اللوجستي.  وفي بعض الحالات، شاركت دول أجنبية في تدريب وتخطيط التفجيرات الانتحارية الفلسطينية. على سبيل المثال، بعد اعتقاله في عام 1996، اعترف حسن سلامة، أحد كبار أعضاء حماس، بأنه تلقى تدريبات في إيران لتحضير هجمات ضد أهداف إسرائيلية. 
ومع اقتراب موعد المهمة، يختفي المرشحون عادة من منازلهم وعائلاتهم لتجنب اكتشافهم. ويخضعون لتدريب مكثف نهائي وإعلامهم بتفاصيل هجومهم المحدد. وفي الأيام التي تسبق المهمة، عادة ما يسجل المرشحون رسالة نهائية، قد تتضمن إعلانًا عن نواياهم ودعوة للآخرين لاقتفاء أثرهم. تتم هذه التسجيلات عادةً على خلفية الرموز التنظيمية وغالبًا ما تتضمن عناصر دينية. 
عادة ما يتم تزويد الانتحاريين بأزياء تنكرية، مثل الملابس الدينية اليهودية، أو الزي العسكري الإسرائيلي، أو الملابس السياحية، ويتم توجيههم لاستهداف الأماكن العامة المزدحمة مع تجنب نقاط التفتيش الأمنية.  وشملت الأهداف مراكز التسوق والحافلات العامة والنوادي الليلية والمطاعم والأماكن الشعبية لدى المراهقين والأطفال.  تشمل الاستعدادات النهائية كتابة الوصية، وأداء الطقوس الدينية، واستكمال التفاصيل العملياتية. 
ويشير الباحث الأمريكي بروس هوفمان إلى أن التفجيرات الانتحارية الفلسطينية استُخدمت بشكل استراتيجي لاستفزاز رد فعل من إسرائيل يمكن استخدامه للدعاية.  ويسعى هذا النهج إلى حشد التعاطف الدولي مع الانتحاريين وانتقاد رد الفعل الإسرائيلي، وبالتالي التأثير على الرأي العام والدعم الدولي. 

### مشاركة المرأة
أبعدت المنظمة الإسلامية في البداية النساء عن المشاركة الفعالة في التفجيرات الانتحارية. لكن هذا تغير خلال الانتفاضة الثانية عندما بدأت منظمة كتائب شهداء الأقصى في استخدام الانتحاريات الإناث. وبحلول عام 2003، أعلنت حركة الجهاد الإسلامي الفلسطينية مسؤوليتها عن عملية تفجير قامت بها اثنتان من النساء.  ثم قامت بذلك حماس أيضًا،  في ما وصفته الحركة بأنه "تطور كبير".  وكانت أولى النساء الانتحاريات ريم الرياشي، وكانت أمًا لطفلين التي نفذت تفجير معبر إيريز في يناير/كانون الثاني 2004.  
لاحظ العديد من الباحثين أن تجنيد الانتحاريات من قبل المنظمات الفلسطينية كان مدفوعًا بالحاجة إلى تخطي التدابير الأمنية الإسرائيلية وحواجز التفتيش.  وقد وردت أيضًا تقارير عن نساء فلسطينيات تم دفعهن، تحت الإكراه النفسي أو الجسدي، إلى تنفيذ هجمات انتحارية بسبب العار المتصور الذي جلبنه لعائلاتهن. 

### النفوذ الأجنبي
ويبدو تأثير المنظمة الشيعية اللبنانية حزب الله واضحاً في الهجمات الانتحارية التي نفذتها كل من حماس والجهاد الإسلامي الفلسطيني. وقد اعتمدت المجموعتان إجراءات حزب الله في اختيار وتدريب الانتحاريين، بما في ذلك الإعداد النفسي، وكتابة رسائل الوداع، وتصوير أشرطة الفيديو.  وفي يوليو/تموز 2000، صرح خالد مشعل ، الزعيم السياسي لحماس، قائلاً إن التجربة اللبنانية ما تزال أمام أعيننا... لقد كانت نموذجاً عظيماً نفخر به.  وقال فتحي الشقاقي، مؤسس حركة الجهاد الإسلامي الفلسطيني، إنه وضع خطة لعمليات استشهادية "استثنائية" استناداً إلى المبررات اللاهوتية لحزب الله.  واعترف زعيم الجهاد الإسلامي رمضان شلح بأن التفجيرات الانتحارية التي نفذتها الحركة كانت متأثرة بتفجيرات حزب الله عام 1983. 

### البحث المقارن
إن مقارنة التفجيرات الفلسطينية بتلك التي تنفذها منظمات أخرى تسلط الضوء على العديد من الاختلافات في التكتيكات واختيار الأهداف. وكانت الهجمات الانتحارية الفلسطينية تستهدف المدنيين في الغالب، وكانت تنفذها في كثير من الأحيان عناصر تم تجنيدها حديثا. وعلى النقيض من ذلك، ففي سريلانكا ، استهدف نمور التاميل في المقام الأول الأهداف العسكرية أو الشخصيات المدنية البارزة واستخدموا وحدة متخصصة تُعرف باسم النمور السوداء خصيصًا لهذه العمليات. 

## الرأي العام الفلسطيني
ومن بين الفلسطينيين، عادة ما تتبع الهجمات الانتحارية مظاهرات دعم وتوزيع المنشورات وجنازات ضخمة يحضرها مئات أو آلاف المؤيدين. وبدلاً من الحزن، يتم تشجيع الأسر على الاحتفال بمقتل أحبائهم. بالإضافة إلى ذلك، غالبًا ما يتم اطلاق أسمائهم على الشوارع والمدارس والساحات العامة تكريمًا لهم.  إن فكرة الاستشهاد وتصوّرها راسخة بعمق، وتتجلى في أشكال مختلفة بما في ذلك تسمية البطولات الرياضية بأسماء المفجرين الانتحاريين أو عرض الدراما حول شخصيات مثل صانع القنابل يحيى عياش.
وقد استخدمت المنظمات الفلسطينية أساليب مختلفة للترويج لأنشطتها، بما في ذلك عرض ملصقات الانتحاريين في المجتمعات المحلية، ومشاركة مقاطع الفيديو وصور الشهداء على وسائل التواصل الاجتماعي، واستخدام أئمة المساجد للتحريض على العنف، ودمج مثل هذه الرسائل في النظام التعليمي، وتنظيم معسكرات صيفية حيث يتلقى الأطفال تدريبًا على استخدام الأسلحة. ويشير الباحث فيكتور إلى أن الأطفال الفلسطينيين الذين لا تتجاوز أعمارهم ست سنوات غالباً ما يعبرون عن رغبتهم في أن يصبحوا شهداء، على الرغم من أنهم قد لا يدركون تماماً أهميتها. وبحلول سن الثانية عشرة، يكون لديهم عادةً فهم أكثر وضوحًا ويكونون أكثر التزامًا بالفكرة.
كما دعمت السلطة الفلسطينية إحياء ذكرى الانتحاريين، مما يعكس وحدة الرأي بين الفلسطينيين حول هذه الممارسة. ففي عام 2002، أطلقت السلطة الفلسطينية اسم عبد الباسط عودة، الانتحاري من حماس المسؤول عن مذبحة عيد الفصح التي قتلت 30 شخصاً خلال عشاء عيد الفصح في فندق بارك بنتانيا، على إحدى بطولات كرة القدم. وفي حين تمت تسمية بطولات أخرى على اسم انتحاريين فلسطينيين، كانت هذه هي المرة الأولى التي تمنح فيها السلطة الفلسطينية مثل هذا التكريم لإحدى المنظمات التابعة لحماس. 
قبل عام 1996، كان الدعم الشعبي للتفجيرات الانتحارية بين الفلسطينيين أقل من 30%،  لكنه ارتفع إلى 66.2% بعيد اندلاع الانتفاضة الثانية عام 2000. وفي صيف عام 2001، وصل الدعم للتفجيرات الانتحارية إلى ذروته ليتجاوز 70%، وفقاً لاستطلاع أجراه المركز الفلسطيني للرأي العام. وبحلول صيف عام 2002، انخفض هذا الدعم بشكل طفيف، لكنه ظل قوياً، حيث أيد أكثر من ثلثي الفلسطينيين مثل هذه الهجمات. 

## الأنماط والاتجاهات

### نظرة عامة
وقد شكل ظهور التفجيرات الانتحارية الفلسطينية في تسعينيات القرن العشرين تصعيداً كبيراً في العنف مقارنة بالانتفاضة الأولى (1987-1993) التي سبقتها.  استهدفت جميع التفجيرات الانتحارية الفلسطينية تقريبًا المدنيين،   ونفذها نشطاء تم تجنيدهم حديثًا.  وفي الفترة ما بين عام 1993 وأوائل أغسطس/آب 2002، نفذ أكثر من 135 انتحارياً فلسطينياً هجمات استهدفت المدنيين والجنود الإسرائيليين. 
وبشكل عام، خلال الانتفاضة الثانية ، من سبتمبر/أيلول 2000 إلى فبراير/شباط 2005، كان هناك حوالي 116 هجوماً انتحارياً نفذها 127 مفجراً.  ومن بين هذه الهجمات مذبحة ملهى دولفيناريوم في يونيو/حزيران 2001، عندما فجّر انتحاري من حركة الجهاد الإسلامي نفسه في ملهى ليلي في تل أبيب ، مما أسفر عن مقتل 21 شخصاً، معظمهم من المراهقين.  وكان الهجوم الكبير الآخر هو مذبحة عيد الفصح في مارس/آذار 2002، عندما فجّر عبد الباسط عودة التابع لحماس، متنكراً في هيئة امرأة، عبوة ناسفة وزنها عشرة كيلوغرامات في غرفة الطعام في فندق بارك في نتانيا خلال عشاء عيد الفصح ، مما أسفر عن مقتل 30 ضيفاً وإصابة 140 آخرين.  وفي شهر مارس/آذار 2002 وحده وقع 23 هجوماً أسفرت عن مقتل 135 إسرائيلياً.  بلغت العمليات الانتحارية الفلسطينية ذروتها خلال هذا العام، ثم شهدت تراجعاً تدريجياً، مع توقف الهجمات بحلول عام 2005. 
في 18 أغسطس/آب عام 2024، أسفرت محاولة تفجير انتحاري في تل أبيب ، تبنتها حماس والجهاد الإسلامي الفلسطيني، عن مقتل المهاجم وإصابة أحد المارّة. إن التفجير الذي وقع قبل أوانه بالقرب من كنيس محلي هو أحد الحالات النادرة لمثل هذه الهجمات في إسرائيل منذ الانتفاضة الثانية وربما يكون أول هجوم انتحاري منذ عام 2016.  
خلال الانتفاضة الثانية، كانت تكلفة التفجير الانتحاري في المتوسط حوالي 150 دولاراً. وعلى الرغم من هذه التكلفة المنخفضة، فإن مثل هذه الهجمات أسفرت عن مقتل ستة أضعاف عدد الضحايا وإصابة نحو ستة وعشرين ضعفاً من أشكال الهجمات الأخرى. 

### الأصول الجغرافية
إن العمليات الانتحارية الفلسطينية تنبع إلى حد كبير من المدن ومخيمات اللاجئين المجاورة في قطاع غزة والضفة الغربية. وُصفت جنين بأنها "عاصمة" هذه العمليات، حيث أسفرت الهجمات الصادرة من المدينة عن مقتل 124 شخصًا.  وبحسب الاستخبارات الإسرائيلية، فإن حماس تعمل بشكل أساسي من شمال الضفة الغربية، وخاصة في منطقة نابلس ، في حين ركزت حركة الجهاد الإسلامي أنشطتها في جنين. ورغم أن المجموعتين حافظتا على وجودهما في غزة، فإن عملياتهما كانت محدودة بسبب السياج المحيط بقطاع غزة، مما أدى إلى حصر هجماتهما في أهداف محلية مثل الجنود والمستوطنين. 

### التوزيع الجغرافي
ويظهر بحث كليوت وتشارني عن 120 هجوماً انتحارياً فلسطينياً في الفترة من عام 1994 إلى سبتمبر/أيلول 2005 أن معظم الهجمات استهدفت المدن الإسرائيلية الكبرى، حيث شهدت القدس أعلى عدد (30)، تليها تل أبيب (11)، وحيفا (7). كما عانت المدن والبلدات الأصغر حجمًا من الهجمات، بما في ذلك نتانيا (6) ومدن في منطقة تل أبيب (10).  وقد وقعت حوالي 65% من الهجمات في المدن، مما يعكس سهولة الوصول إليها وإمكانية تسببها في خسائر بشرية كبيرة. ووقعت بقية الهجمات في قطاع غزة (14)، والضفة الغربية (7) وأهداف أصغر. وكانت الهجمات في المستوطنات الإسرائيلية في الضفة الغربية وغزة ضئيلة، ويرجع ذلك على الأرجح إلى التدابير الأمنية المتشددة. 

## التأثير والعواقب

### مكافحة العمليات
فضلت إسرائيل الاستخدام بلاغتيالات المستهدفة للتعامل مع مرسلي الانتحاريين، معتقدة أن محاولات القبض عليهم من شأنه أن يؤدي إلى خسائر بالأرواح. ففي عام 1995، نفذت إسرائيل عمليات اغتيال لقادة عسكريين رئيسيين، مثل فتحي الشقاقي من حركة الجهاد الإسلامي في مالطا في أكتوبر/تشرين الأول 1995، ويحيى عياش من حماس بعد ذلك بثلاثة أشهر. وكان عياش، المعروف باسم "المهندس"، خبيراً في صناعة القنابل ومسؤولاً عن العديد من الهجمات وكان أول من اقترح استخدام التفجيرات الانتحارية. ومع ذلك، أدى مقتله إلى موجة أخرى من الهجمات.  وفي أعقاب موجة من التفجيرات الانتحارية في أوائل عام 1996، أنشأت الحكومة الإسرائيلية نظاماً أمنياً واسع النطاق ومكلفاً لحماية الحدود والطرق والمنشآت الرئيسية. وشمل ذلك وحدات أمنية جديدة تركز على النقل العام وأمن المدارس. 
في ربيع عام 2002، شكلت موجة من الهجمات الانتحارية، التي بلغت ذروتها في مذبحة عيد الفصح الفتاكة، تحدياً لاستراتيجية الردع التي انتهجها رئيس الوزراء الإسرائيلي أرييل شارون، حيث تصاعدت أعمال العنف على الرغم من الجهود العسكرية الإسرائيلية. فتطور الرد الإسرائيلي من الاغتيالات المستهدفة إلى نهج أكثر شمولاً يهدف إلى تفكيك البنية التحتية المستخدمة لتنفيذ العمليات.  وقد أدى هذا إلى عملية الدرع الواقي ، التي شملت إعادة احتلال المناطق الخاضعة لسيطرة السلطة الفلسطينية لمواجهة تلك العمليات.  استهدفت العملية البنية التحتية للعمليات الفلسطينية في ست مدن رئيسية، بما في ذلك بيت لحم، ونابلس، ورام الله، وطولكرم، وقلقيلية، وجنين، حيث شهدت الأخيرة - باعتبارها مصدرًا رئيسيًا للعمليات - قتالًا عنيفًا.  وعُزل ياسر عرفات في مقره في رام الله، الذي وُضع تحت الحصار فتقلصت سلطته. وعلى الرغم من نجاح العملية في إضعاف قدرات الإرهابيين، استمرت الهجمات، مما أدى إلى زيادة الضغط العام من أجل بناء الجدار في الضفة الغربية، الذي بدأ في عام 2002. 

### النتائج السياسية
أدت هذه الهجمات إلى ترسيخ مواقف الرأي العام الإسرائيلي تجاه الفلسطينيين باعتبارهم شركاء محتملين في اتفاق سلام قائم على أساس الدولتين. 
وشهدت تسعينيات القرن العشرين استخدام حماس للتفجيرات الانتحارية لتعطيل اتفاقيات أوسلو وعملية السلام، بهدف إضعاف منظمة التحرير الفلسطينية واستقطاب السياسة الإسرائيلية.  وبعد شهر واحد من توقيع اتفاقيات أوسلو، شنت حماس سلسلة جديدة من التفجيرات التي أسفرت عن مقتل ستة وعشرين إسرائيلياً وإصابة العديد الآخرين.
وفي عام 1996، قامت حماس بسلسلة من التفجيرات الانتحارية المدمرة التي أسفرت عن خسائر بشرية كبيرة، مما أدى حسب الرأي السائد إلى فوز الليكود في الانتخابات العامة الإسرائيلية عام 1996. حيث سببت هذه التفجيرات في تكثيف الخوف العام وتغيير مشاعر الناخبين، مما ساهم في فوز بنيامين نتنياهو على شمعون بيريز . وأصبح موقف نتنياهو المتشدد بشأن الأمن أكثر جاذبية للناخبين. وعندما بدأ نتنياهو ولايته، ركز أجندته السياسية على مكافحة الهجمات الفلسطينية. وهذا خلافًا لنهج الحكومة السابقة في التعامل مع العمليات والسلام بشكل منفصل، حيث شددت سياسة نتنياهو على السعي إلى السلام فقط في غياب العمليات.

### إلهام لمنظمات إسلامية أخرى
ويعتقد أن استخدام التفجيرات الانتحارية من قبل المنظمات الإسلامية الفلسطينية كان له تأثير على منظمات مثل القاعدة . وقد استخدمت القاعدة، وهي منظمة إسلامية عابرة للحدود الوطنية، هذا التكتيك في هجمات بارزة، بما في ذلك تفجيرات السفارتين الأميركيتين في كينيا وتنزانيا عام 1998، وتفجير المدمرة الأميركية يو إس إس كول قبال الشاطئ اليمني عام 2000، وفي نهاية المطاف هجمات 11 سبتمبر/أيلول عام 2001 على الولايات المتحدة. وقد شكل هذا الهجوم الأخير تصعيدًا كبيرًا في الإرهاب العالمي، مما دفع إلى إجراء إصلاحات أمنية واسعة النطاق ومن جهة أخرى اجتذاب المزيد من المقاتلين الأجانب إلى تنظيم القاعدة.

### تغيير التكتيكات
بعد الانتفاضة الثانية، تحولت حماس من استخدام التفجيرات الانتحارية إلى التركيز على الهجمات الصاروخية ضد إسرائيل. وبحلول عام 2005، بدأت حماس في تبني استراتيجية مماثلة لاستراتيجية حزب الله، مستغلة الدعم الإيراني وطرق التهريب لبناء ترسانة صاروخية كبيرة. في عامي 2006 و2007، سيطرت حماس على قطاع غزة عبر انقلاب عسكري ضد السلطة الفلسطينية برئاسة فتح. وقد أدت التحديات العملياتية، مثل الحاجز بين غزة وإسرائيل وتعزيز قدرات الاستخبارات الإسرائيلية، إلى الحد من فعالية الهجمات الانتحارية التقليدية. ونتيجة لذلك، اعتمدت حماس على إطلاق الصواريخ على المراكز الحضارية الإسرائيلية كاستراتيجية أساسية، مما أدى إلى إحداث اضطرابات كبيرة وسقوط ضحايا في جنوب إسرائيل وشكّل تهديدًا مستمرّا على عدد أكبر من السكان المدنيين. وفي الفترة ما بين استيلاء حماس على السلطة في عام 2007 وعام 2023، خاضت الحركة عدة معارك ضد إسرائيل. 
وفي أواخر عام 2023 حدث تحول كبيرعندما قادت حماس هجوم 7 أكتوبر/تشرين الأول على إسرائيل، مما أسفر عن مقتل حوالي 1200 شخص، بمن فيهم الأطفال وكبار السن و364 شابًا وشابة اشتركوا في مهرجان نوفا الموسيقي. وتضمنت الهجمات حالات متعددة من الاغتصاب والعنف الجنسي، كما اختطف المهاجمون أكثر من 250 شخصا احتجزوا رهائن في أنحاء قطاع غزة. وقد أدى هذا الحدث إلى اندلاع الحرب المستمرة بين إسرائيل وحماس.

## الاستشهادات
1. ↑  Moghadam 2003، صفحة 65; Pedahzur, Perliger & Weinberg 2003، صفحة 419; Kliot & Charney 2006; Cohen 2016، صفحة 753; Aran 2023
2. 1 2 3  Pedahzur 2006، صفحة 42.
3. 1 2 3 4 5  Mpoke Bigg & Sobelman 2024.
4. 1 2 3 4 5  Moghadam 2003، صفحة 68.
5. 1 2 3 4 5 6 7  Horowitz 2015، صفحة 72.
6. ↑  Gupta & Mundra 2005، صفحة 578; Nanninga 2019، صفحة 7; Hoffman 2017; Siniver 2023، صفحة 279
7. 1 2  Nanninga 2019، صفحة 7.
8. ↑  Gupta & Mundra 2005، صفحة 578.
9. ↑  Merari et al. 2010، صفحة 118.
10. ↑  Pedahzur 2006، صفحة 16.
11. 1 2 3 4 5 6  Moghadam 2003، صفحات 69–71.
12. 1 2  Moghadam 2003، صفحة 87.
13. 1 2 3  Pedahzur 2006، صفحات 30–31.
14. 1 2  Ganor 2015، صفحات 76–77.
15. 1 2 3 4  Siniver 2023، صفحة 161–162.
16. 1 2  Moghadam 2003، صفحات 65.
17. 1 2 3  Ganor 2015، صفحات 142–143.
18. 1 2 3  Hoffman 2017، صفحات 159–160.
19. 1 2 3 4 5 6  Moghadam 2003، صفحات 78–80.
20. 1 2 3 4  Litvak 2010، صفحات 724–725.
21. ↑  Hoffman 2017، صفحة 94.
22. ↑  Ganor 2015، صفحة 157.
23. 1 2  Siniver 2023، صفحة 300.
24. ↑  Pedahzur 2006، صفحة 64.
25. ↑  [[#CITEREF|]]، https://www.palestine-studies.org/sites/default/files/mdf-articles/%D9%85%D9%82%D8%A7%D8%A8%D9%84%D8%A9_%D9%85%D8%B9_%D8%A7%D9%84%D8%AF%D9%83%D8%AA%D9%88%D8%B1_%D8%B1%D9%85%D8%B6%D8%A7%D9%86_%D8%B9%D8%A8%D8%AF_%D8%A7%D9%84%D9%84%D9%87_%D8%B4%D9%84%D8%AD.pdf.
26. ↑  Moghadam 2003، صفحات 81–82.
27. 1 2 3 4 5  Moghadam 2003، صفحات 82–83.
28. ↑  Pedahzur 2006، صفحة 45.
29. ↑  Soibelman 2004، صفحات 88–89.
30. ↑  Pedahzur 2006، صفحة 62.
31. 1 2 3  Pedahzur 2006، صفحات 64–65.
32. ↑  Litvak 2010، صفحات 716.
33. ↑  Hoffman 2017، صفحات 164.
34. 1 2 3  Moghadam 2003، صفحات 74–75.
35. ↑  Fierke 2009، صفحات 163.
36. 1 2 3 4 5 6 7 8 9 10  Moghadam 2003، صفحات 71–73.
37. ↑  Pedahzur 2006، صفحات 90–92.
38. ↑  Horowitz 2015، صفحات 79.
39. ↑  Moghadam 2003، صفحات 75–76.
40. ↑  Brym & Araj 2012، صفحات 79.
41. 1 2 3 4 5  Moghadam 2003، صفحات 83–86.
42. ↑  Ganor 2015، صفحة 70.
43. 1 2  Pedahzur 2006، صفحة 43.
44. 1 2 3  Pedahzur 2006، صفحة 47.
45. 1 2  Thomas 2021، صفحات 775–776.
46. ↑  McGreal 2004.
47. ↑  Pedahzur 2006، صفحة 21.
48. 1 2 3  Hoffman 2017، صفحات 159.
49. ↑  Hatina 2014، صفحات 99.
50. ↑  Fierke 2009، صفحات 167–168.
51. ↑  Pedahzur 2006، صفحة 99.
52. ↑  Pedahzur 2006، صفحة 38.
53. 1 2  Midlarsky 2004، صفحة 188.
54. ↑  Gupta & Mundra 2005، صفحات 590.
55. ↑  Fierke 2009، صفحة 172.
56. ↑  Moghadam 2003، صفحة 76.
57. ↑  Pedahzur 2006، صفحة 56.
58. ↑  Ganor 2015، صفحة 111; Siniver 2023
59. ↑  Ganor 2015، صفحة 111.
60. ↑  Halder 2020، صفحات 49–50.
61. ↑  Fabian 2024.
62. ↑  Hoffman 2017، صفحات 141.
63. 1 2 3 4  Kliot & Charney 2006، صفحات 360–361.
64. ↑  Pedahzur 2006، صفحة 49.
65. ↑  Ganor 2021، صفحات 189.
66. 1 2  Ganor 2021; Siniver 2023
67. ↑  Ganor 2021، صفحات 216–218.
68. ↑  Siniver 2023، صفحة 279; Hoffman 2017
69. ↑  Ganor 2021، صفحات 166.
70. 1 2  Halder 2020، صفحات 107.
71. 1 2  Ganor 2015، صفحات 163–164.
72. ↑  BBC What Is Hamas 2024; Siniver 2023، صفحة 279
73. ↑  BBC What Is Hamas 2024.

## فهرس

### الكتب والمجلات
- Aran، Gideon (2023). The Cult of Dismembered Limbs: Jewish Rites of Death at the Scene of Palestinian Suicide Terrorism. New York: دار نشر جامعة أكسفورد. ISBN:978-0-197-68914-1. مؤرشف من الأصل في 2024-08-20.
- Berrebi، Claude (2007). "Evidence About the Link Between Education, Poverty and Terrorism Among Palestinians". Peace Economics, Peace Science and Public Policy. ج. 13 ع. 1.
- Brym، RJ؛ Araj، B (2012). "Are suicide bombers suicidal?". Studies in Conflict & Terrorism ع. 35: 432–43.
- Cohen، Shuki J. (2016). "Mapping the Minds of Suicide Bombers using Linguistic Methods: The Corpus of Palestinian Suicide Bombers' Farewell Letters (CoPSBFL)". Studies in Conflict & Terrorism ع. 39: 749–780. مؤرشف من الأصل في 2024-08-20.
- Ganor، Boaz (2015). Global Alert: The Rationality of Modern Islamist Terrorism and the Challenge to the Liberal Democratic World. New York: دار نشر جامعة كولومبيا. ISBN:978-0-231-53891-6. مؤرشف من الأصل في 2024-08-19.
- Ganor، Boaz (2021). Israel's Counterterrorism Strategy: Origins to the Present. دار نشر جامعة كولومبيا. ISBN:978-0-231-55300-1. مؤرشف من الأصل في 2024-08-20.
- Gupta، Dipak K.؛ Mundra، Kusum (2005). "Suicide Bombing as a Strategic Weapon: An Empirical Investigation of Hamas and Islamic Jihad". Studies in Conflict & Terrorism ع. 17: 573–598. مؤرشف من الأصل في 2024-08-19.
- Fierke، K.M. (2009). "Agents of death: the structural logic of suicide terrorism and martyrdom". International Theory. ج. 1 ع. 171: 155–184. مؤرشف من الأصل في 2024-08-20.
- Halder، Radhika (2020). Understanding Suicide Terrorism. London and New York: روتليدج (دار نشر). ISBN:978-1-003-00611-4.
- Hatina، Meir (2014). Martyrdom in Modern Islam: Piety, Power, and Politics. مطبعة جامعة كامبريدج. ISBN:978-1-107-47782-7. مؤرشف من الأصل في 2024-08-20.
- Hoffman، Bruce (2017). Inside Terrorism. Columbia Studies in Terrorism and Irregular Warfare (ط. 3rd). مطبعة جامعة كامبريدج. ISBN:978-0-231-54489-4. مؤرشف من الأصل في 2024-08-20.
- Horowitz، Michael C. (2015). "The Rise and Spread of Suicide Bombing". Annual Review of Political Science ع. 18: 69–84. مؤرشف من الأصل في 2024-08-19.
- Khashan، Hilal (2003). "Collective Palestinian frustration and suicide bombings". Third World Quarterly. ج. 24 ع. 6: 1049–1067. DOI:10.1080/01436590310001630062. ISSN:0143-6597.
- Kliot، Nurit؛ Charney، Igal (2006). "The geography of suicide terrorism in Israel". GeoJournal ع. 66: 353–373. مؤرشف من الأصل في 2024-06-10.
- Litvak، Meir (2010). ""Martyrdom is Life": Jihad and Martyrdom in the Ideology of Hamas". Studies in Conflict & Terrorism ع. 33: 716–734. مؤرشف من الأصل في 2024-08-19.
- Merari، Ariel؛ Fighel، Jonathan؛ Ganor، Boaz؛ Lavie، Ephraim؛ Tzoreff، Yohanan؛ Livne، Arie (2010). "Making Palestinian "Martyrdom Operations"/"Suicide Attacks": Interviews With Would-Be Perpetrators and Organizers". Terrorism and Political Violence ع. 22: 102–119. مؤرشف من الأصل في 2024-08-19.
- Midlarsky، Manus I. (2004). "Nihilism in Political Chaos: Himmler, bin Laden, and Altruistic Punishment". Studies in Conflict & Terrorism ع. 27: 187–206. مؤرشف من الأصل في 2024-08-21.
- Moghadam، Assaf (2003). "Palestinian Suicide Terrorism in the Second Intifada: Motivations and Organizational Aspects". Studies in Conflict & Terrorism ع. 26: 65–92. مؤرشف من الأصل في 2024-08-19.
- Nanninga، Pieter (2019). Islam and Suicide Attacks. Elements in Religion and Violence. مطبعة جامعة كامبريدج. ISBN:978-1-108-71265-1.
- Pedahzur، Ami، المحرر (2006). Root Causes of Suicide Terrorism: The Globalization of Martyrdom. New York: روتليدج (دار نشر). ISBN:978-0415770309. مؤرشف من الأصل في 2024-08-19.
- Pedahzur، Ami؛ Perliger، Arie؛ Weinberg، Leonard (2003). "Altruism and fatalism: the characteristics of Palestinian suicide terrorists". Deviant Behavior ع. 24: 405–423. مؤرشف من الأصل في 2024-08-20.
- Siniver، Asaf، المحرر (2023). Routledge Companion to the Israeli-Palestinian Conflict. Abingdon and New York: روتليدج (دار نشر). ISBN:978-1-032-24901-8. مؤرشف من الأصل في 2024-08-21.
- Soibelman، Mali (2004). "Palestinian Suicide Bombers". مجلة علم نفس التحقيق وتحليل الجناة ع. 1: 175–190.
- Thomas، Jakana L. (2021). "Wolves in Sheep's Clothing: Assessing the Effect of Gender Norms on the Lethality of Female Suicide Terrorism". International Theory. ج. 75 ع. 3: 769–802. مؤرشف من الأصل في 2024-08-06.

### الصحف والمجلات
- Fabian، Emanuel (19 أغسطس 2024). "Hamas claims Tel Aviv blast as attempted suicide bombing, vows to carry out more". Times of Israel. مؤرشف من الأصل في 2024-08-28.
- McGreal، Chris (14 يناير 2004). "Human-bomb mother kills four Israelis at Gaza checkpoint". The Guardian. مؤرشف من الأصل في 2024-08-28.
- Mpoke Bigg، Matthew؛ Sobelman، Gabby (19 أغسطس 2024). "Hamas and Islamic Jihad Claim Responsibility for Tel Aviv Bombing". نيويورك تايمز. مؤرشف من الأصل في 2024-08-19.
- "What is Hamas and why is it fighting with Israel in Gaza?". بي بي سي. 5 أبريل 2024. مؤرشف من الأصل في 2023-12-20.

1. ↑  Prominent examples include Quran 2:154, which states, "And call not those who are slain in the way of Allah 'dead.' Nay, they are living, only ye perceive not," and Quran 9:111, which says, "Surely Allah has bought from the believers their persons and their property—theirs (in return) is the Garden. They fight in Allah's way, so they slay and are slain."